# I. e. 212
Évszázadok: i. e. 4. század – i. e. 3. század – i. e. 2. század
Évtizedek: i. e. 260-as évek – i. e. 250-es évek – i. e. 240-es évek – i. e. 230-as évek – i. e. 220-as évek – i. e. 210-es évek – i. e. 200-as évek – i. e. 190-es évek – i. e. 180-as évek – i. e. 170-es évek – i. e. 160-as évek
Évek: i. e. 217 – i. e. 216 – i. e. 215 – i. e. 214 –  i. e. 213 – i. e. 212 – i. e. 211 – i. e. 210 – i. e. 209 – i. e. 208 – i. e. 207

## Események

### Hellenisztikus birodalmak
- III. Antiokhosz szeleukida király a lázadó Akhaiosz legyőzése után elkezdi a birodalom elvesztett tartományainak visszahódítását (Anabaszisz). Először a korábban visszafoglalt Közép-Anatólia után a környező tartományokat csatolja vissza. Szerződést köt az örmény Xerxésszel, Szóphéné királyával, aki elismeri a fennhatóságát és adót fizet neki. Xerxész feleségül veszi Antiokhosz nővérét, Antiokhiszt aki még ebben az évben meggyilkoltatja a férjét, hogy testvére kezére juttassa országát.
- Az első római-makedón háborúban V. Philipposz Illíriában elfoglalja Atintania, Dimalé és Lisszosz városokat és meghódoltatja az illír dasszarétákat és ardiatákat.
- A trákok megsemmisítik a területükön i. e. 279-ben megtelepedett gallok királyságát és lerombolják fővárosukat, Tüliszt.

### Észak-Afrika
- A nyugati numidák (Masaesyli) királya, Syphax szövetséget köt a rómaiakkal, aki segítséget nyújtanak neki katonái kiképzéséhez. Syphax megtámadja a keleti numidákat (Massylii), akiknek királya, Gala Karthágó szövetségese. Hasdrubal Hispániából Észak-Afrikába vonul, hogy leverje a numidák felkelését.

### Itália
- Rómában Quintus Fulvius Flaccust és Appius Claudius Pulchert választják consulnak.
- A tarentumiak annyira elégedetlenek a római helyőrséggel, hogy összeesküvés révén átadják Hannibalnak a várost. A rómaiak a fellegvárba (amely ellenőrzése alatt tarja a kikötőt) húzódnak vissza, a punok csak a rómaiak házait fosztják ki.
- A két consul nyolc légióval Capuát ostromolja. Hanno Beneventumba vonul hogy segítséget nyújtson az ostromlottaknak, de a rómaiak visszaverik. Hannibal ezután további kétezer numida lovast küld Capua megsegítésére. Az egyesített karthágói erők véres csatában visszavonulásra kényszerítik a rómaiakat. Pulcher consul később belehal a csatában szerzett sérüléseibe.
- Hannibal a silarusi csatában megsemmisíti Marcus Centenius Penula praetor haderejét.
- A punok szétverik a Herdoniát ostromló Cnaeus Fulvius Flaccus (Flaccus consul testvére) seregét. A rómaiak teljesen kiszorulnak Apuliából.
- Marcus Claudius Marcellus kétéves ostrom után elfoglalja és kifosztja Szürakuszait. A fosztogatásban megölik Arkhimédészt. A város műkincseit Marcellus Rómába szállíttatja (ekkor történik először ilyen, de a későbbiek általánossá válik).
- Hispániában Publius Cornelius Scipio és bátyja, Cnaeus Cornelius Scipio Calvus elfoglalja Saguntumot a karthágóiaktól.
- Rómában a tekintélyes pályázókat mellőzve a fiatal és tapasztalatlan Publius Licinius Crassus Divest választják a pontifex maximusi tisztségre, amit az a haláláig betölt.

## Halálozások
- Arkhimédész, görög matematikus, természettudós
- Tiberius Sempronius Gracchus, római hadvezér és államférfi
- Xerxész, szófénéi király

## Fordítás
- Ez a szócikk részben vagy egészben  a(z)   212 BC című angol Wikipédia-szócikk ezen változatának fordításán alapul.  Az eredeti cikk szerkesztőit annak laptörténete sorolja fel. Ez a jelzés csupán a megfogalmazás eredetét és a szerzői jogokat jelzi, nem szolgál a cikkben szereplő információk forrásmegjelöléseként.